# For LP Fans Only
For LP Fans Only är ett samlingsalbum av den amerikanske sångaren och musikern Elvis Presley. Det är hans sjunde album och det släpptes av RCA Victor i mono (LPM 1990) den 23 januari 1959. Det var det första albumet i musikhistorien där artistens namn saknades på omslaget.
När Elvis Presley påbörjade sin tvååriga värnplikt i mars 1958 fanns endast ett begränsat antal nya låtar tillgängliga för utgivning. För att upprätthålla intresset kring honom och hans musik valde hans manager, Tom Parker, och hans skivbolag, RCA Victor, att ompaketera äldre material som ännu inte förekommit på något album. For LP Fans Only var det första av tre sådana album som släpptes 1959, och bestod av tio låtar, varav nio hade utkommit på singel och en på EP. Fyra av låtarna, däribland "That's All Right" och "Mystery Train", var inspelade och utgivna på Sun Records 1954 och 1955. Fem var studioinspelningar för RCA, och en, "Poor Boy" härrörde från Elvis första film, Love Me Tender. 
Elvis Presleys fyra första album hade sammanlagt legat 29 veckor på förstaplatsen på Billboards albumlista i USA, och de två följande albumen hade nått tredje respektive andra plats. Det sjunde albumet, For LP Fans Only, nådde dock endast plats 19 på samma lista. På den konkurrerande Cashbox-listan nådde det plats 20. Det sålde initialt 200 000 exemplar i USA, vilket ändå var en framgång eftersom alla låtar redan hade släppts på singel- och EP-skivor.

## Bakgrund

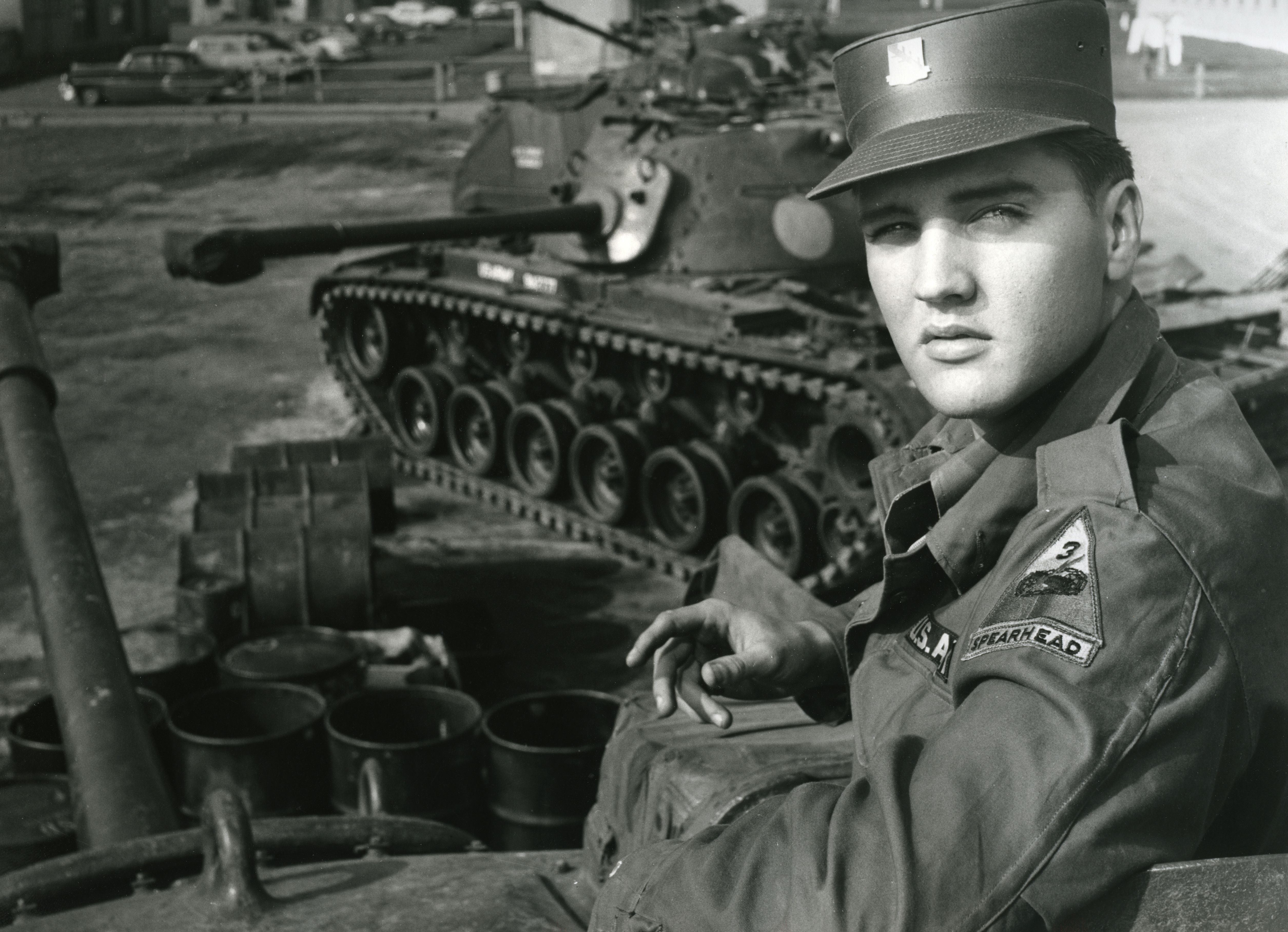
Elvis Presley under sin tjänstgöring i Västtyskland.

Den 24 mars 1958 påbörjade Elvis Presley sin militärtjänstgöring med sin grundutbildning vid Fort Hood i Texas. Den 14 augusti 1958 avled Elvis mor, Gladys, som han stod mycket nära. Den 22 september 1958 avreste han till Tyskland där han skulle tillbringa återstoden av sin tjänstgöringstid fram till mars 1960. Under Elvis bortovaro från musikscenen skulle hans manager, Tom Parker, och hans skivbolag, RCA Victor, arbeta på att hålla Elvis kvar i rampljuset. Parker tänkte också förbereda scenen för Elvis nya karriär vid hemkomsten, vilket innebar att i första hand göra honom till en filmstjärna på heltid. En filmkarriär ansågs både mer prestigefylld och ekonomiskt mer fördelaktig än en fortsatt satsning på enbart musik. Parker lyckades också förhandla fram betydande förbättringar av Elvis filmkontrakt.

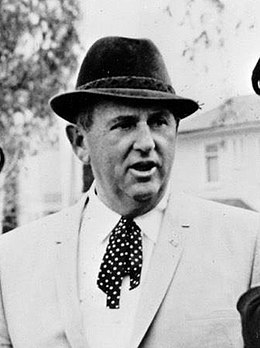
Tom Parker, Elvis manager.

Under flera år hade Parker och RCA:s ansvarige Steve Sholes bråkat om hur många skivor som skulle ges ut per år. Parker ville inte att Elvis skulle överexponeras och förespråkade en liten utgivning för att inte mätta marknaden. RCA förutsatte att rock'n'roll förr eller senare skulle ersättas av nya trender, så som skett med musikstilar tidigare, och Sholes ville intensifiera utgivningstakten och smida medan järnet var varmt.
Elvis Presley hade överträffat alla tidigare artisters framgångar inom skivindustrin, och han var fortfarande den bäst säljande artisten i skivbranschen. Under hans frånvaro hösten 1958 var skivförsäljningen fortsatt stark, mycket till följd av de nya King Creole-utgåvorna och samlingsalbumet Elvis' Golden Records. Däremot tycktes de dagar då hans skivor sålde i två till tre miljoner exemplar vara förbi.
Skivmarknaden var totalt sett på nedgång. Försäljningen av singlar sjönk, och albumförsäljningen hade ännu inte utvecklats för att kunna kompensera för tappet. Steve Sholes hade ihärdigt argumenterat för fler inspelningar för att säkerställa att det fanns material för utgivning under den tid Elvis skulle vara borta, och Parker hade till slut gått med på en extra inspelningsdag i juni 1958 då Elvis hade permission. Detta gav upphov till fem låtar, av vilka fyra framgångsrikt kunde ges ut på singel under 1958 och 1959. Men Sholes hade velat säkra minst 22 låtar, tillräckligt för fem singlar och ett helt album. I stället hade han dessa fem låtar och ytterligare en dryg handfull överblivna inspelningar där flera inte var färdiga och Elvis hade ansett dem vara otillfredsställande för utgivning. Sholes försökte på alla sätt få Elvis att spela in fler låtar, erbjöd sig till och med att åka till Tyskland och spela in där, men Parker sade nej. RCA krävde dock att Elvis, som stod för upp till 40 procent av bolagets årliga försäljning, skulle fullfölja sitt kontrakt om minst fyra singlar och ett album per år.
Parker valde därför att paketera om Elvis äldre singlar i en serie EP-skivor med titeln A Touch of Gold. Han lät också tillsammans med RCA sammanställa tre nya samlingsalbum som utkom under 1959. De bestod av tio låtar vardera, där alla tidigare utkommit på singel- eller EP-skivor men inte på album. Den första av dessa var For LP Fans Only följt av A Date with Elvis och Elvis' Gold Records, Vol. 2.

## For LP Fans Only
I slutet av januari 1959, medan Elvis befann sig i Tyskland, gav RCA ut samlingsalbumet For LP Fans Only. Det var ingen genomtänkt sammanställning, utan bestod av låtar som varken hängde samman tidsmässigt eller tematiskt. Utöver att hålla Elvis namn i blickfånget var syftet att nå den växande LP-marknaden. Albumet bestod av tio tidigare utgivna låtar – nio från singlar och en från en EP – som aldrig utkommit på LP. De äldsta låtarna på albumet var närmare fem år gamla – fyra låtar som ursprungligen hade givits ut på Sun Records 1954 och 1955. Den nyaste var "Playing for Keeps", som tillsammans med A-sidan "Too Much" varit en hit på singellistan under vintern 1957. En anmärkningsvärd detalj med albumet var att Elvis genombrottslåt "That's All Right" och den hyllade "Mystery Train" fick sin albumdebut.

## Komposition, stil och texter

### Sun Records-sessionerna
"That's All Right" var Elvis Presleys första professionella inspelning, utgiven på singel tillsammans med den två dagar senare inspelade "Blue Moon of Kentucky". Två gånger – sommaren 1953 och januari 1954 – besökte Elvis Memphis Recording Service och spelade in sammanlagt fyra låtar för eget bruk, i förhoppning om att uppmärksammas och få möjlighet att göra en riktig inspelning. Sommaren 1954 kontaktades han av studion. Sam Phillips satte honom i kontakt med gitarristen Scotty Moore och basisten Bill Black, och tio dagar senare, den 5 juli 1954, återvände de till studion för att försöka spela in något kommersiellt gångbart.

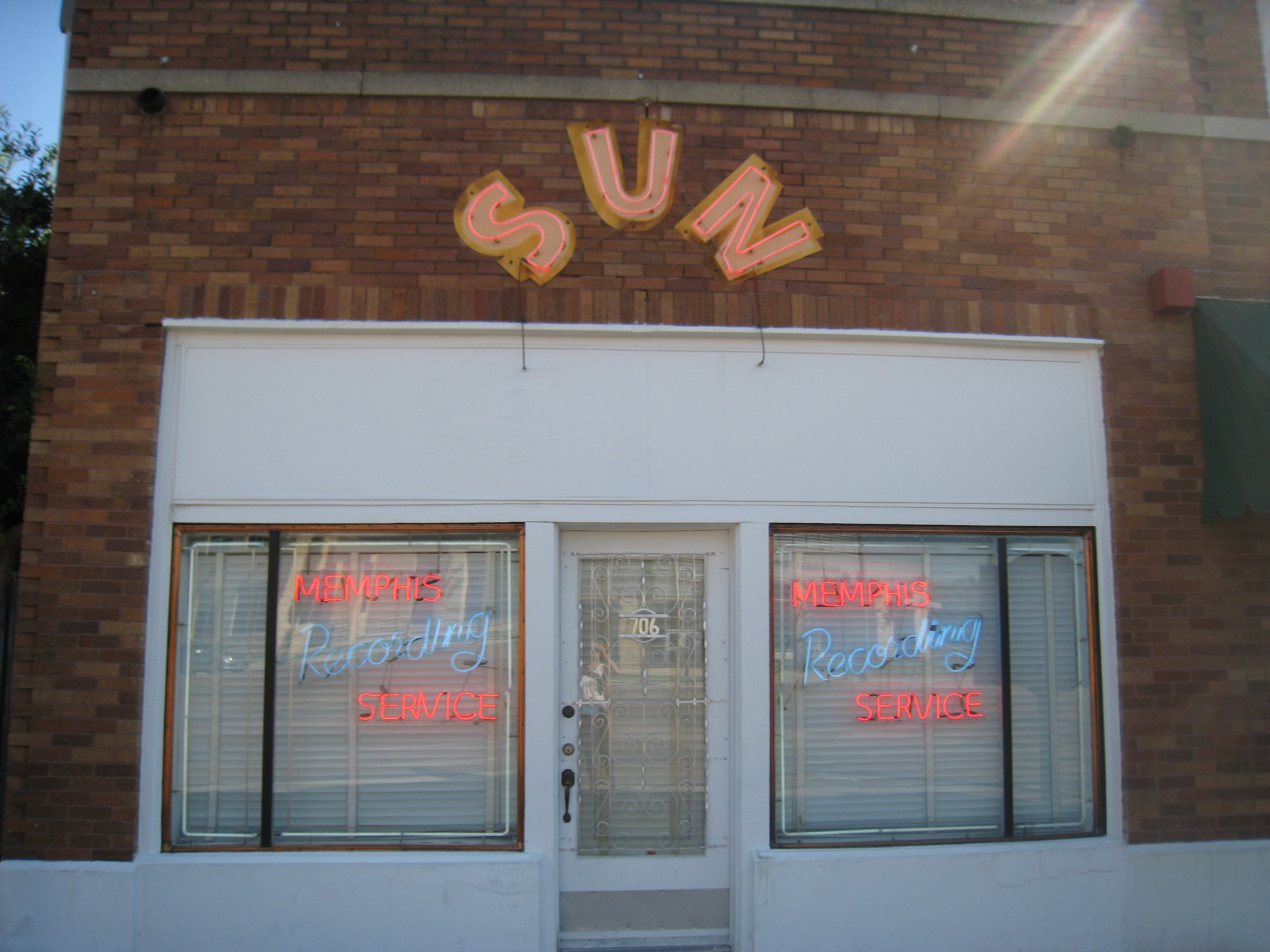
Den rekonstruerade fasaden på Sun Studio, "Memphis Recording Service", där Elvis Presley gjorde sina första studioinspelningar.

Scotty Moore spelade leadgitarr, Elvis kompgitarr och Bill Black ståbas. Inledningsvis försökte de med ballader som Elvis kände till, i en stil liknande dem han tidigare spelat in privat. De spelade in "Harbor Lights" och "I Love You Because", men inspelningarna var förhållandevis traditionella. Under en paus tog Elvis spontant upp sin gitarr och började spela Arthur Crudups "That's All Right, Mama". De båda andra föll in i kompet. Sam Phillips insåg omedelbart att de hade något speciellt.
Jämfört med Crudups version är tempot snarlikt, även om Elvis tolkning går något snabbare. Han förenklade och förändrade också delar av melodin, särskilt i de två sista verserna. Genom att korta av låten, ge den en mer konventionell struktur och ett råare uttryck, samt kombinera en självsäker men samtidigt sårbar sångstil, skapade han en mer kommersiell inspelning. Han omformade Crudups något lojt framförda blueslåt till en mjukt klingande country-popmelodi, nu med en mer rytmisk, drivande basgång. Det blev en blueslåt med tydliga countryinfluenser. "That's All Right" har fått en central plats i populärmusikhistorien, och dess tillkomst beskrivs ofta som en betydelsefull händelse som inledde en musikalisk och kulturell revolution. Med den blev Elvis Presley den förste unge vite artisten från Södern att nå berömmelse genom att sjunga rock'n'roll – en stil han inte skapade, men som ändå skiljde sig från allt som föregick den.

"You're a Heartbreaker" spelades in vid en session i Sun Studio sent 1954, möjligen den 15 november, samtidigt med "Milkcow Blues Boogie". De båda låtarna kom att utgöra Elvis tredje singel på Sun, släppt i januari 1955 (Sun 215). Scotty Moore spelades leadgitarr, Elvis Presley kompgitarr och Bill Black ståbas. De utgjorde en trio som sedan oktober 1954 hade börjat kalla sig "Blue Moon Boys" när de uppträdde. På plats var också gitarristen Doug Poindexter, som dock inte deltog i inspelningarna. "You're a Heartbreaker" hade skrivits av Sam Phillips vän Jack Sallee, och var hans enda kända låt. Den var en countryinfluerad låt, och kan ha varit den första av Elvis inspelningar som kan betecknas som renodlad country, även om också tidigare inspelningar var countryinfluerade. Den var en country-pop-låt i upptempo. Till skillnad från "Blue Moon of Kentucky", där Elvis hade omformat en traditionell countrysång till något modernare, behöll den ganska snabba "You're a Heartbreaker" ett mer traditionellt uttryck. Framförandet är avskalat och lekfullt, men rymmer också en viss råhet.
"I'm Left, You're Right, She's Gone" spelades in den 5 mars 1955 och blev B-sida på Elvis fjärde Sun-singel som utkom den 10 april tillsammans med den en månad tidigare inspelade "Baby Let's Play House". Sam Phillips hade bett den unge Stan Kesler, som själv hoppades få spela in för Sun Records, att skriva en låt åt Elvis. Tillsammans med Bill Taylor skrev han "I'm Left, You're Right, She's Gone". Låten Elvis kom att spela in var således en originalkomposition.

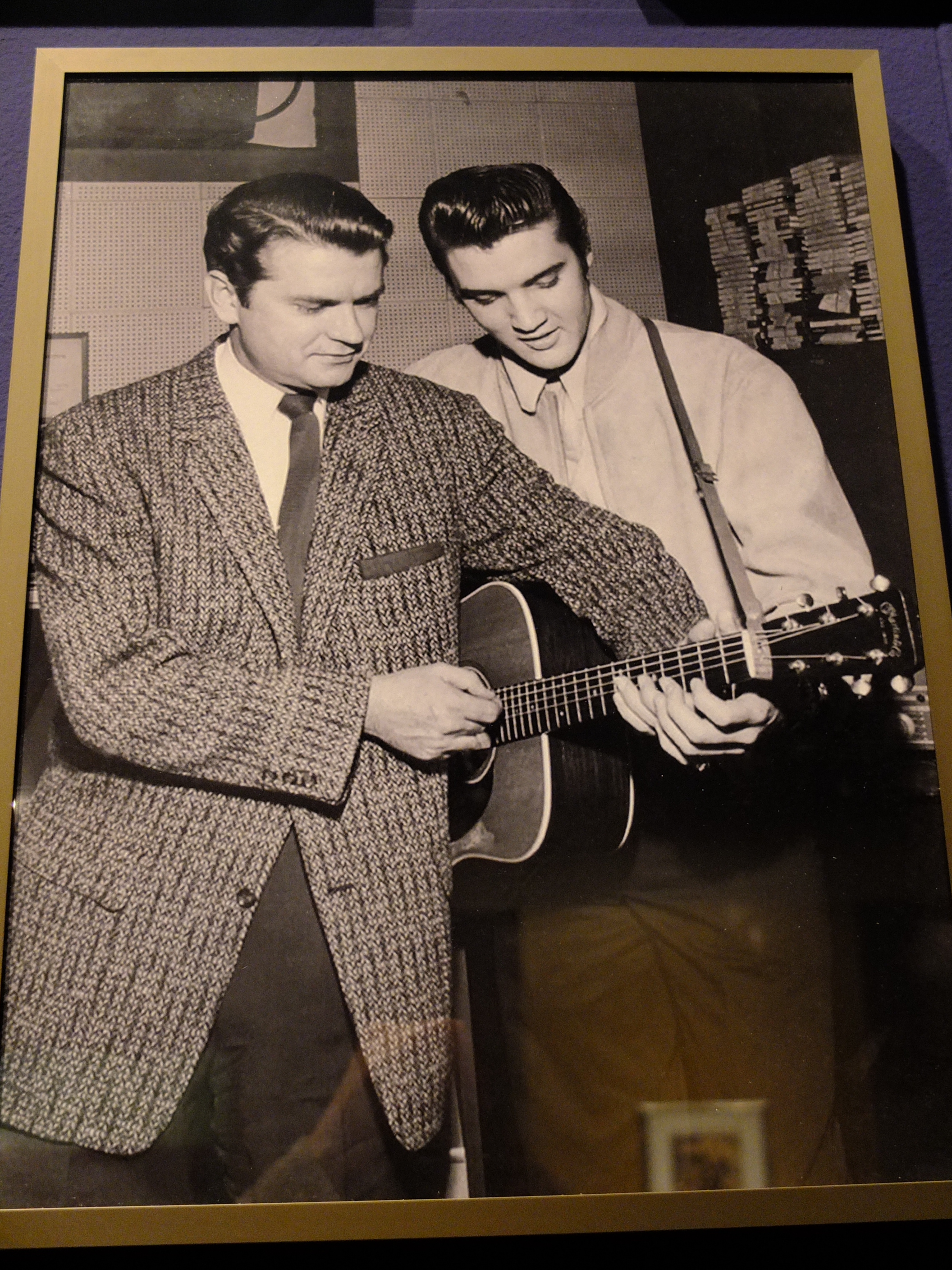
Sam Phillips, Suns ägare och inspelningsansvarige, tillsammans med Elvis Presley.

Sam Philips hade också anlitat den unge Jimmie Lott att spela trummor på sessionen, vilket blev första gången som slagverk användes under en Elvis Presley-session. Elvis spelade in låten i två versioner, en snabb och en långsam. Sam Phillips gav ut den snabbare versionen. Den utgivna versionen låg mer i linje med dåtidens kommersiella överväganden. Det var en rockabillyballad, men med en tydlig countryprägel. Stämningsmässigt påminde den om både "You're a Heartbreaker" före den och "I Forgot to Remember to Forget" efter den. Samtidigt hade den med sin galopperande energi samma ljusa, melodiska tilltal som "That's All Right". Den fick därför stor uppmärksamhet på countryradiostationer och nådde många nya marknader utanför Elvis kärnregion, som omfattade Tennessee, Mississippi, Louisiana, Arkansas och Texas.
Det är oklart när den långsamma versionen, som tidigt också kallades "My Baby's Gone", spelades in. Det kan ha skett flera månader tidigare. Den enda dateringen som finns säger samma dag som den snabbare versionen, den 5 mars 1955. Den utkom officiellt först trettio år senare på albumet A Golden Celebration. Den versionen hade ett bluesarrangemang i långsamt tempo, vilket var dess mest framträdande kännetecken, med en gitarrslinga inspirerad av Delmore Brothers "Blues, Stay Away From Me".

"Mystery Train": I juli 1955, troligen den 11:e eller 21:a, under Elvis sista fullskaliga session för Sun Records, spelades tre låtar in: "Tryin' to Get to You", som var tänkt att bli den sjätte Sun-singeln, men som aldrig gavs ut då Elvis kontrakt såldes till RCA, samt "Mystery Train" och "I Forgot to Remember to Forget", som blev Elvis femte och sista singel på Sun. Scotty Moore och Elvis Presley spelade som vanligt gitarr under inspelningarna medan Bill Black spelade bas. Till denna session hyrde Sam Phillips in trummisen Johnny Bernero. Han deltog dock inte på inspelningen av "Mystery Train".
"Mystery Train" hade skrivits av bluessångaren Junior Parker, och senare tilldelades även Sun Records ägare Sam Phillips upphovsrätt på låten. Den hade 1953 varit en lokal hit för Junior Parker på Sun, men Elvis version är mycket annorlunda i jämförelse med Parkers original. Även om båda versionerna har ett tågliknande rytmiskt driv i arrangemanget, framför Elvis låten mycket snabbare och inte som Parkers långsamma blues. Elvis omformade återigen en låt, där arrangemanget förenklades med färre instrument och utan blås. Scotty Moores gitarriff lånades från Junior Parkers andra låt på singeln, "Love My Baby", och den frammanade känslan av ett rullande tåg, medan Bill Black höll takten på sin bas. Elvis framför den lekfullt och livfullt, men med tydlig frasering och andningskontroll, och han förändrar fraseringen genom att snabbt klippa av sista tonen i varje textrad. Texten skildrar en värld i kaos, med förluster och brustna hjärtan. Tillsammans med "Tryin' to Get to You" brukar "Mystery Train" ses som höjdpunkten för Elvis kreativitet på Sun, och den räknas till hans främsta Sun-inspelningar.

### RCA-sessionerna

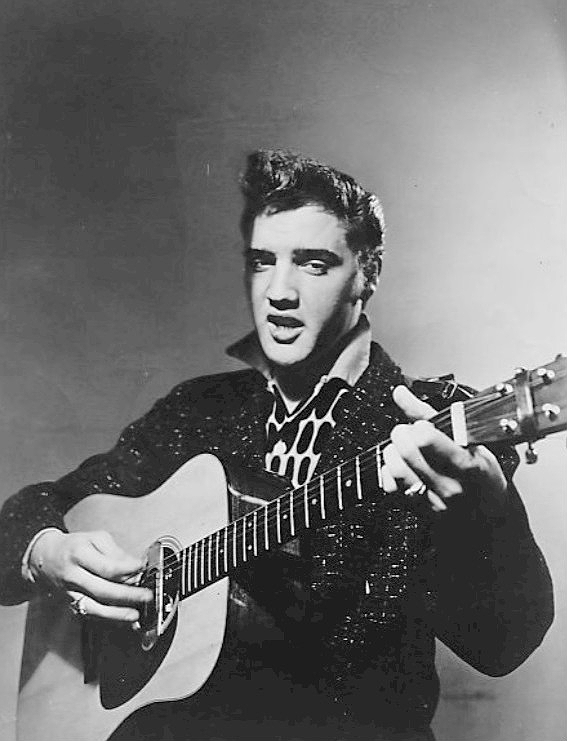
Reklamfoto av Elvis Presley, taget den 1 december 1955 i RCA Victors studio i New York. Drygt en månad senare gjorde han sina första inspelningar för RCA på McGavock Street i Nashville –däribland av "I Was the One".

"I Was the One": Elvis Presleys första studiosession för sitt nya skivbolag, RCA Victor, ägde rum den 10–11 januari 1956 i deras studio på McGavock Street i Nashville. Under första dagen spelades "I Got a Woman", "Heartbreak Hotel" och "Money Honey" in. Följande dag spelade Elvis in två av de tio låtar som RCA:s Steve Sholes hade föreslagit. Den ena var balladen "I'm Counting on You", den andra "I Was the One", även den en ballad. Vid sessionen deltog förutom Elvis Presley på sång och gitarr, Scotty Moore på gitarr och Bill Black på bas. D. J. Fontana, som skulle komma att spela trummor med Elvis under lång tid framöver, gjorde här sin studiodebut. Gitarristen Chet Atkins, som hade i uppgift att samordna inspelningen på plats i Nashvilles RCA-studio, deltog också på gitarr, och Floyd Cramer spelade piano. Under andra inspelningsdagen fanns dessutom Gordon Stoker från sånggruppen The Jordanaires och bröderna Ben och Brock Speer på plats och stod för bakgrundssången.

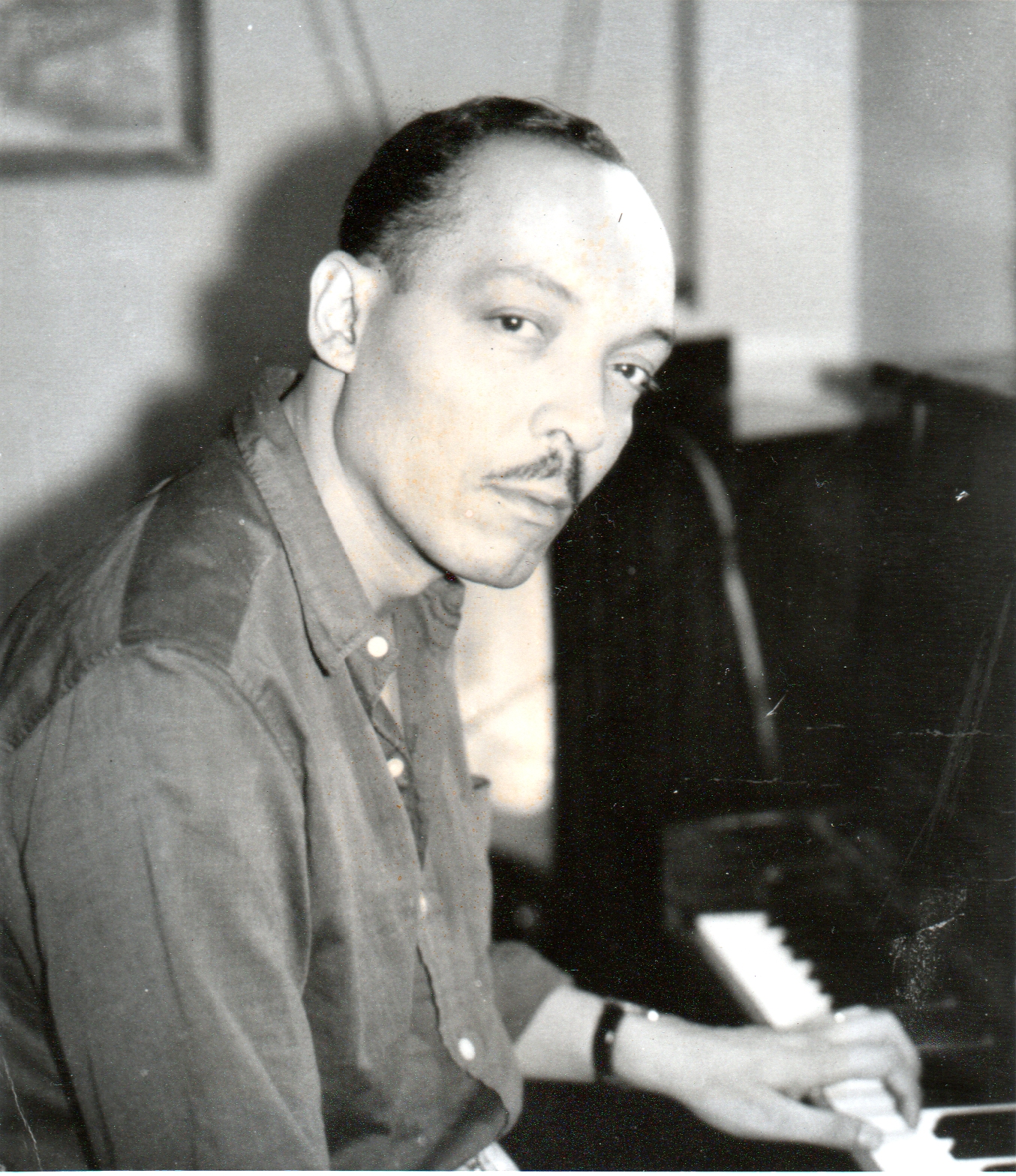
Claude Demetruis, som tillsammans med Aaron Schroeder färdigställde Bill Peppers och Hal Blairs "I Was the One".

"I Was the One" hade skrivits av Hal Blair och Bill Peppers, men trots att de arbetat med låten i flera månader hade de inte lyckats få till texten och melodin som de önskade. Eftersom både Elvis och representanter för musikförlaget Hill & Range gillade låten, tog musikförlaget den till Aaron Schroeder och Claude Demetrius, som vid denna tid samarbetade, och bad dem att inom några dagar färdigställa låten, vilket de också gjorde. Tillsammans med Chet Atkins utarbetades ett enkelt men genomarbetat arrangemang. Elvis röst var här starkare än den någonsin hade varit i Sun Records studio, också för att han för första gången någonsin fick stöd i sången av de tre bakgrundssångarna. Låten handlar om en man som ångrar allt han lärt sin tidigare flickvän om kärlek och passion. Det var en ballad som tonåringar kunde relatera till. Den blev stilbildande för de beat-ballader som Elvis senare spelade in. I senare intervjuer beskrev Elvis ofta "I Was the One" som en av sina favoriter och inspelningen som ett av de stoltaste ögonblicken i sin tidiga RCA-karriär. "I Was the One" gavs ut på singel som B-sida tillsammans med "Heartbreak Hotel", vilken blev Elvis första listetta på Billboard Hot 100.

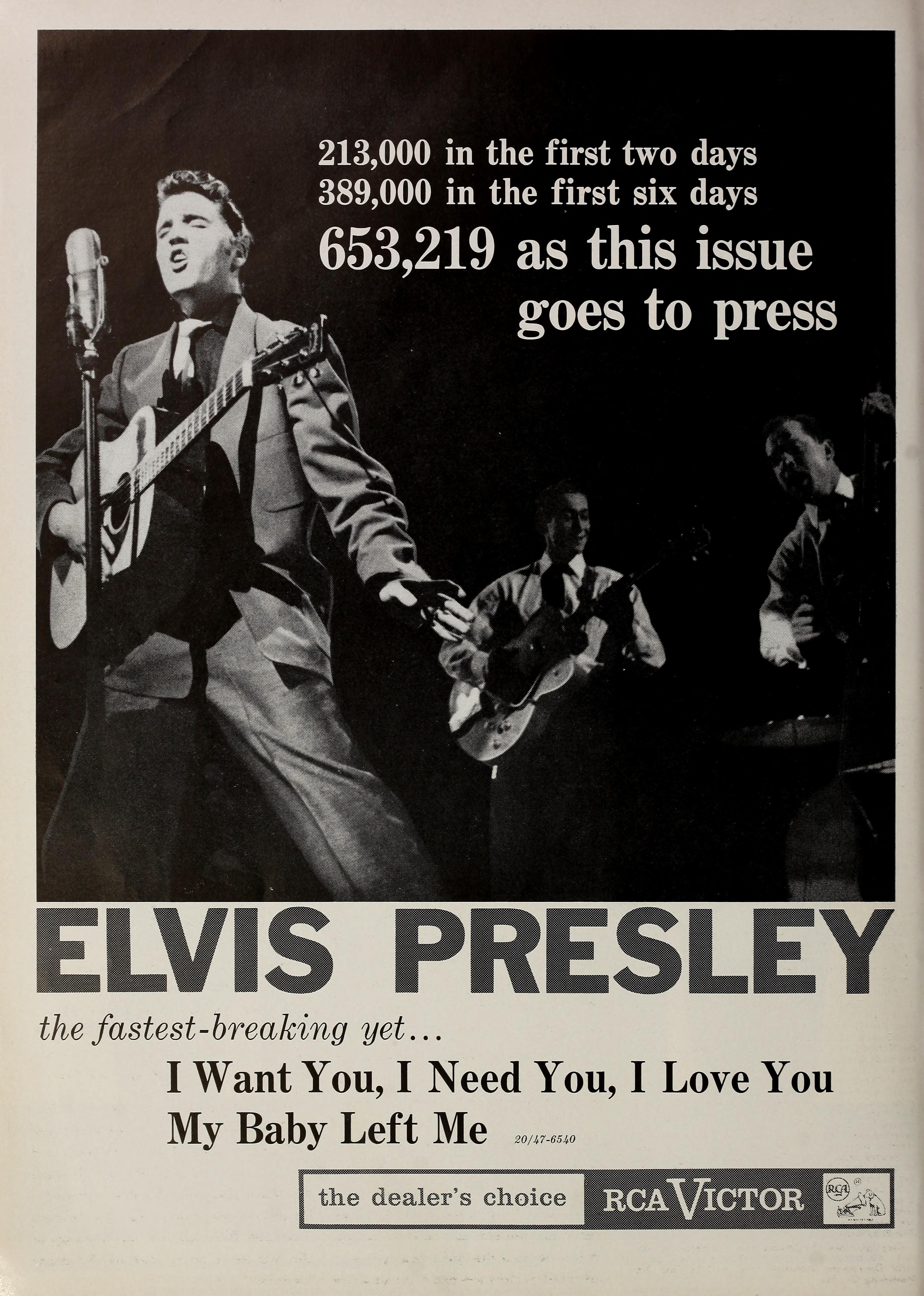
Reklamaffisch för singeln "I Want You, I Need You, I Love You" och "My Baby Left Me".

"My Baby Left Me" spelades in den första dagen av den inspelningssession som ägde rum den 30–31 januari och 3 februari 1956 i RCA:s studio 1 i New York. Inspelningarna var förlagda dit mellan Elvis två första nationella tv-framträdanden på Tommy and Jimmy Dorseys Stage Show. Vid tillfället spelades de fyra återstående låtarna på Elvis debutalbum, Elvis Presley in: "Blue Suede Shoes", "One-Sided Love Affair", "I'm Gonna Sit Right Down and Cry (Over You)" och "Tutti Frutti". Övriga låtar som spelades in var "So Glad You're Mine", "Lawdy Miss Clawdy" och "Shake, Rattle and Roll". Som vanligt deltog Scotty Moore på gitarr, Bill Black på bas och D. J. Fontana på trummor, samt därutöver Shorty Long på piano.
"My Baby Left Me" hade skrivits av Arthur Crudup, som också hade skrivit "So Glad You're Mine" och Elvis första singel, "That's All Right". Crudup hade först spelat in blueslåten 1950, men Elvis omarbetade version gjorde den mer tillgänglig för dåtidens unga. Elvis sjöng den i ett högre tonläge än vanligt, vilket gav rösten en sorts klagande ton. Soundet påminner mycket om det på Sun-inspelningarna, men här tillkommer trummor och piano. Låten gavs ut som B-sida på singel tillsammans med "I Want You, I Need You, I Love You", som toppade bästsäljarlistan i USA.

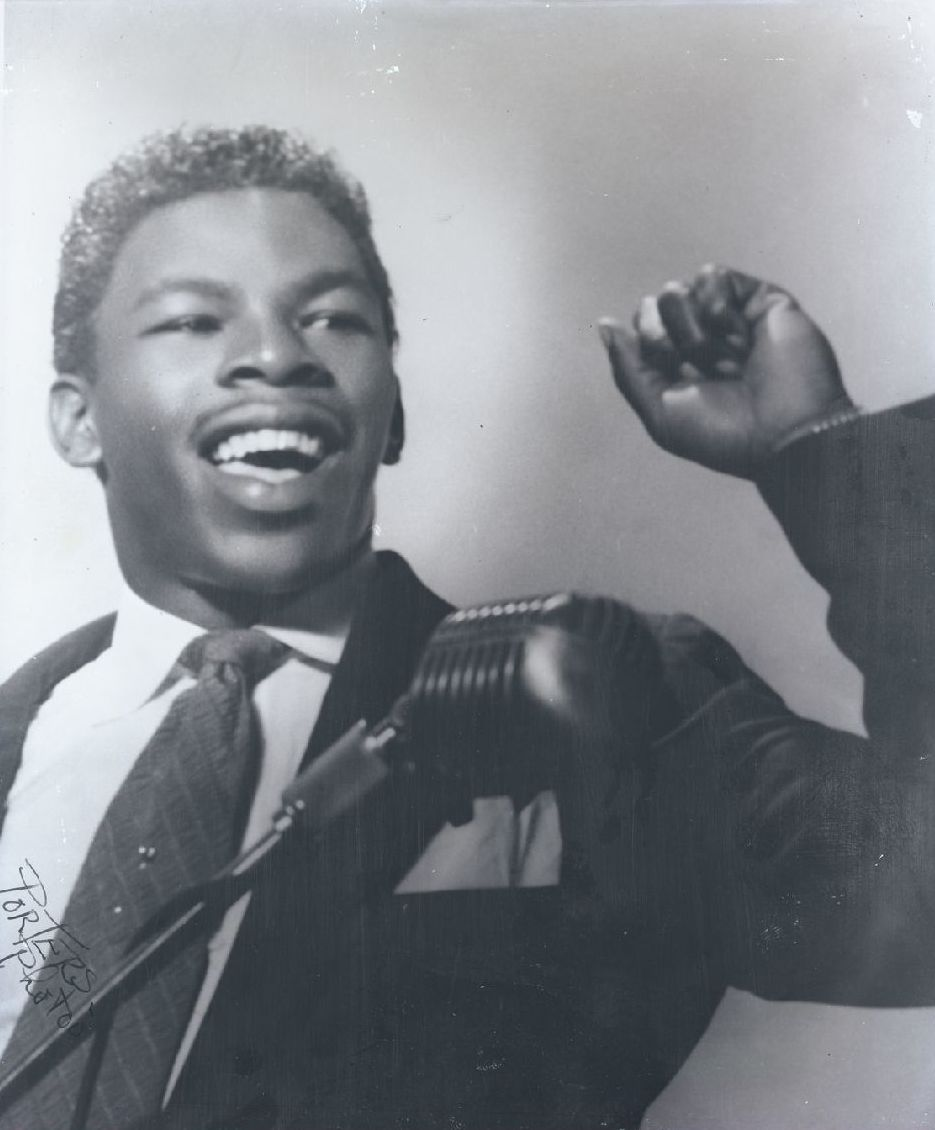
Lloyd Price, som skrev "Lawdy, Miss Clawdy".

"Lawdy, Miss Clawdy": Steve Sholes hade föreslagit sex låtar, men Elvis hade avfärdat alla förutom "One-Sided Love Affair". Eftersom en uppföljare till "Heartbreak Hotel" fortfarande saknades, återvände gruppen till studion den 3 februari efter två dagars uppehåll. Fortfarande saknades nya låtar som Elvis ville spela in. Därför tog han sig först an "Lawdy, Miss Clawdy" ("Jösses, fröken Clawdy!"), en rhythm-and-blues-låt, skriven och först utgiven av Lloyd Price 1952. Prices originalversion var kraftfull och självsäker med en vemodig ton där Price lät både vädjande och arg. Trots att Elvis gjorde en cover på Prices vid den tiden redan klassiska originalversion förnyade han låten och gjorde den till sin egen. Han tycks ha betraktat Miss Clawdys beteende med förundran. Låten inleds med Shorty Longs pianointro i trioltakt, och har ett arrangemang som är enklare och utan blås. Elvis framförande är lekfullt. Han skulle återkomma till "Lawdy Miss Clawdy" både i sin tv-special från 1968 och senare på scen under 1970-talet.

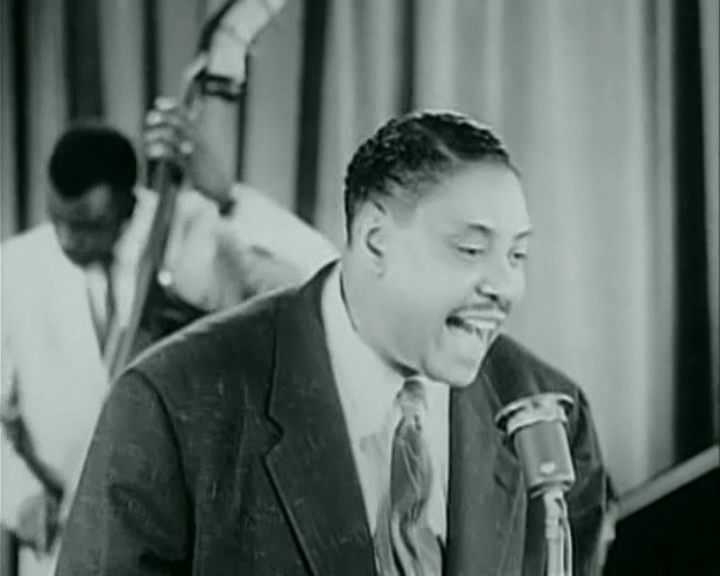
Big Joe Turner, som var den förste som gav ut "Shake, Rattle and Roll".

"Shake, Rattle and Roll", skriven av Jesse Stone under namnet Charles Calhoun, hade ursprungligen utkommit med Big Joe Turner i april 1954. I juni 1954 släppte Bill Haley & His Comets en coverversion som gjorde Bill Haley till en nationell stjärna. Elvis började framföra låten live sent 1954. Han sjöng den på Louisiana Hayride och i ett medley med "Flip, Flop and Fly" på The Dorsey Brothers "Stage Show" i januari 1956. Big Joe Turners R&B-hit hade en boogie woogie-känsla via pianospelet och skapade ett dansvänligt storbandssound med handklappningar och saxofonspel. Haleys grupp behöll saxofonspelet men lade till ett countryinfluerat baskomp med slapteknik.
Elvis inspelning, som blev sessionens sista, liknade hans live-framförande av låten. Jämfört med Turners och Haleys versioner var Elvis tolkning mer energisk, gitarrdriven och rockabillyinfluerad. Soundet liknade det på Sun-inspelningar som "Good Rockin' Tonight", inte minst genom Scotty Moores slingrande gitarrspel, men med ett fylligare arrangemang. Efter några tagningar uttryckte Steve Sholes oro över den vågade textraden "solen lyser genom de där klänningarna som du bär", varpå versen togs bort. När versen togs bort försvann även Shorty Longs pianosolo. När inspelningen var klar ansåg Sholes att låten behövde bakgrundssång. Eftersom inga bakgrundssångare hade hyrts in till sessionen, fick Elvis och kompbandet – Scotty Moore, Bill Black och D. J. Fontana – för första och enda gången själva lägga på bakgrundssången. "Shake, Rattle and Roll" gavs ut tillsammans med "Lawdy Miss Clawdy" i ett massläpp av singlar i augusti 1956.

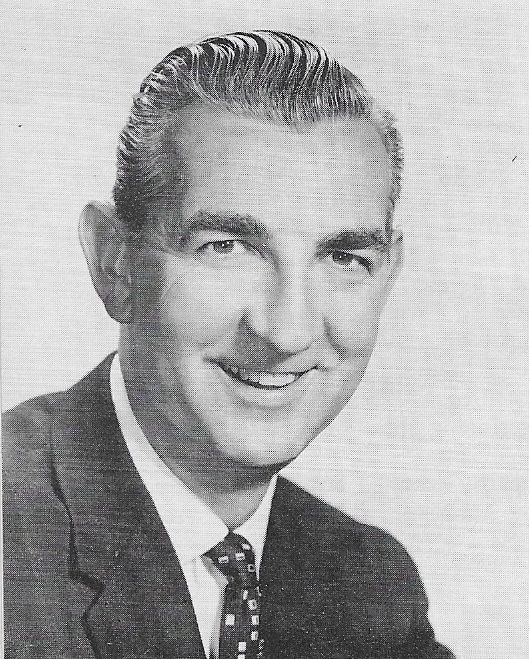
Den musikaliske ledaren Ken Darby, som skrev alla fyra låtarna till Love Me Tender, inklusive "Poor Boy".

"Poor Boy" spelades in för Elvis första film, Love Me Tender. Liksom filmens övriga tre låtar skrevs den av filmens musikaliske ledare, Ken Darby. Elvis manager Tom Parker insisterade dock på att även Elvis skulle krediteras som låtskrivare på samtliga låtar i filmen. Eftersom Darby var ansluten till ASCAP och Elvis till konkurrerande BMI – två organisationer som inte tillät gemensamma upphovsrätter – listade Darby sin fru Vera Matson hos BMI och angav henne som låtskrivare. Därför tillskrivs "Poor Boy" Matson–Presley. Filmbolaget 20th Century Fox insisterade på att musiken skulle spelas in i deras stora filmstudio med deras egna musiker. Elvis fick varken välja vilka låtar som skulle spelas in eller spela in med sitt eget band. Eftersom filmens handling var förlagd till 1800-talet användes enbart akustiska instrument. Vito Mumolo spelade gitarr, Michael "Myer" Rubin bas, Richard Cornell trummor, Luther "Red" Roundtree banjo och Dominic Frontieri dragspel. The Ken Darby Trio stod för bakgrundssången.
"Poor Boy" spelades in den 24 augusti 1956. Den 4 september spelades en tredje vers in instrumentalt och dagen därpå lade Elvis på sin sång till den nya versen. Låten var en nyskriven hillbilly-folksång, en stilhärmande countrymelodi med dragspelsackompanjemang. Elvis sjöng den i sitt högre register med en mjuk röst. Filmen fick inget eget soundtrackalbum. I stället gavs de fyra låtarna, inklusive huvudlåten "Love Me Tender", ut på en EP den 21 november 1956. Utöver titellåten tog sig även "Poor Boy" in på topplistan och nådde plats 35. Skivan sålde initialt över 600 000 exemplar och registrerades 1992 av RIAA för en försäljning av en miljon exemplar.

"Playing for Keeps" skrevs av Stan Kesler, som även låg bakom Sun-låtarna "I'm Left, You're Right, She's Gone" och "I Forgot to Remember to Forget" Den spelades in under en tredagarssession den 1–3 september 1956 på Radio Recorders i Hollywood. Sammanlagt färdigställdes 13 låtar, 11 som hamnade på albumet Elvis och två som gavs ut på singel – "Too Much" och "Playing for Keeps". Utöver Elvis Presley på sång och gitarr, deltog Scotty Moore på gitarr, Bill Black på bas och D. J. Fontana på trummor. The Jordanaires, som vid denna tid var ett fast inslag i både Elvis studioinspelningar och hans liveframträdanden medverkade på bakgrundssång. Ingen pianist hade anlitats, och därför turades Elvis Presley och tenorsångaren Gordon Stoker från The Jordanaires om att spela piano på de låtar där det behövdes.
"Playing for Keeps" spelades in som första låt den första dagen. Elvis spelade själv piano på låten. Det var en rak, stillsam och innerlig ballad med en countrykänsla, som Elvis sjöng med en röst som samtidigt var ömsint och beslutsam. The Jordanaires röster växlade i bakgrunden mellan att ge Elvis stöd under verserna och att skapa ett samspel med honom under sticket. Tillsammans med A-sidan "Too Much" gavs den ut på singel i januari 1957, och nådde plats 34 på Top 100-listan, medan "Too Much" nådde 2:a plats på Top 100-listan och toppade bästsäljarlistan.

## Utgivning och marknadsföring

### Albumets placeringar
Albumet For LP Fans Only utkom den 23 januari 1959. Det debuterade den 23 mars 1959 på plats 20 på albumlistan Billboards "Best-Selling LP's" i USA, som vid tiden omfattade 25 album. Den 30 mars 1959, efter två veckor på listan, nådde det plats 19, som blev dess högsta position. Totalt låg albumet 8 veckor på listan.
På Cashbox noterades albumet första gången den 14 mars 1959 på plats 24 på tidningens bästsäljarlista, som vid tiden omfattade 25 album. Den 18 april, efter fem veckor på listan, nådde det plats 20, som blev dess högsta position. Totalt låg albumet sju veckor på listan.

### Senare utgåvor av albumet
Originalutgåvan i USA med 10 låtar utkom 1959. I Storbritannien gavs albumet ut under namnet Elvis (RD 27120) och hade en delvis annan låtuppsättning med 14 låtar. RCA återutgav originalalbumet på LP i januari 1965 i elektronisk stereo. I april 1989 återutgavs originalalbumet på CD för första gången av RCA. En mer omfattande utgåva på två CD:ar släpptes i december 2018 på samlaretiketten Follow That Dream. Denna specialutgåva inkluderade, utöver originalalbumet, ett antal bonusspår, samt live- och radioframträdanden från 1954–1955, TV-framträdanden från Tommy and Jimmy Dorsey's Stage Show, The Milton Berle Show och The Steve Allen Show, samt hemmainspelningar gjorda i Tyskland i december 1958.

### Skivomslaget
Albumet For LP Fans Only var det första i musikhistorien där artistens namn inte fanns med på omslaget. I stället pryddes framsidan av ett porträtt av Elvis Presley, vilket ansågs tillräckligt för att identifiera honom. Albumtiteln var diskret placerad i en ruta uppe i hörnet tillsammans med RCA-logotypen. RCA:s grafiska formgivare utnyttjade Elvis militärtjänst för att marknadsföra honom som en god medborgare, vilket återspeglades på baksidan av omslaget där en bild av Elvis i arméuniform fanns. Albumet nominerades för bästa grafiska utformning och design av albumomslaget, med Tom Parker som ansvarig. Det förlorade dock mot albumet Shostakovich: Symphony No. 5 framförd av New York Philharmonic under ledning av Leonard Bernstein.

## Mottagande
I Billboard Magazine skrev man att de utmärkta låtarna på albumet, som består av flera av Elvis Presleys tidigare inspelningar, i huvudsak går i en rockande, bluesig stil. Man menade att han genuint behärskar denna typ av material. Dessutom påpekades att skivomslaget, med en bild på Elvis iklädd arméuniform på baksidan och en porträttbild för fansen på framsidan, är tilltalande.

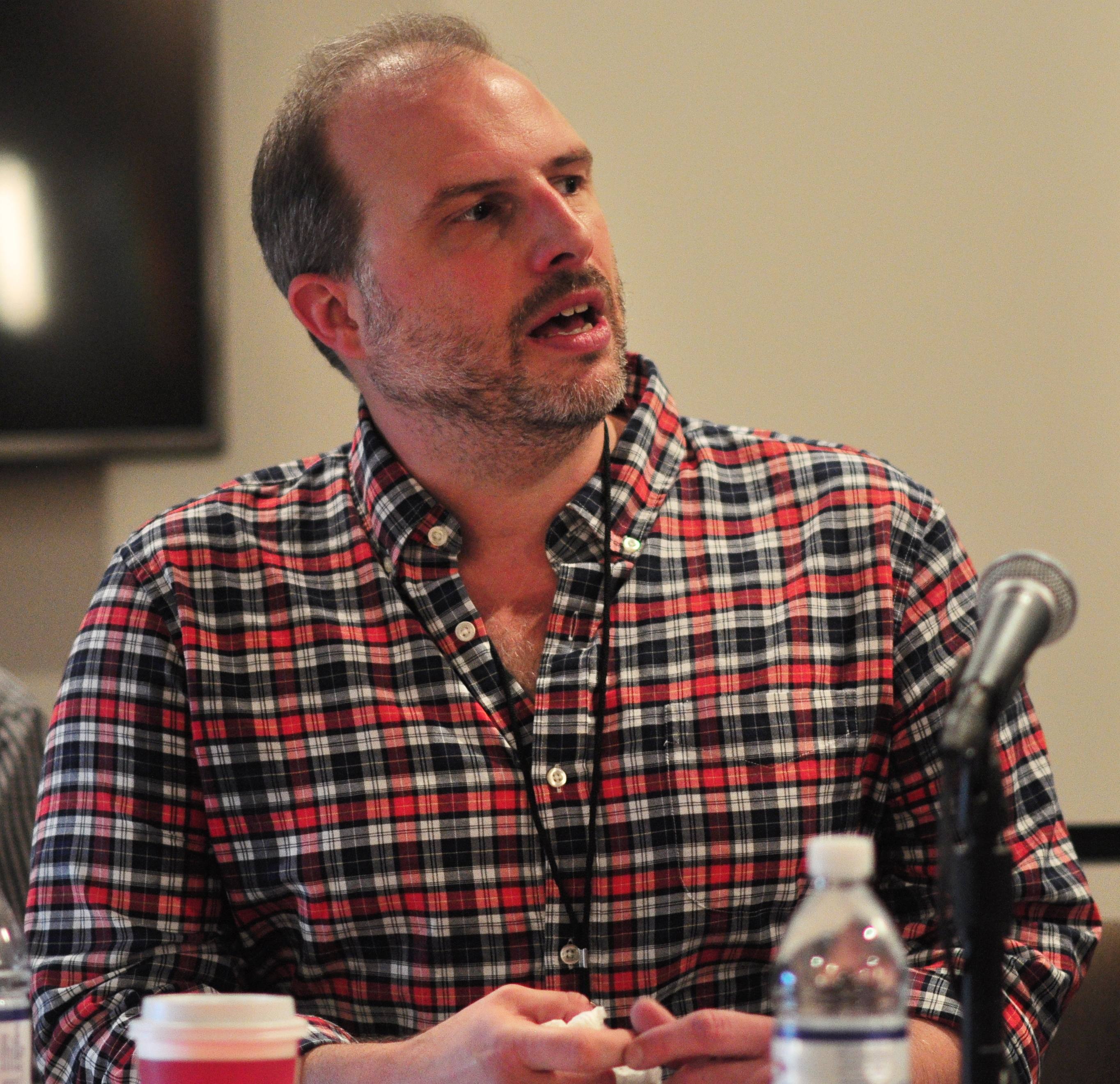
Den amerikanske musikkritikern Stephen Thomas Erlewine ansåg att For LP Fans Only var en av 50-talets bästa rock'n'roll-skivor, med en tydlig bluesprägel.

I Cashbox Magazine ansåg man att For LP Fans Only skulle bli en storsäljare och tillfredsställa Elvis-anhängare i väntan på att Elvis skulle återvända och spela in ny musik. Albumet innehöll gamla singlar från Elvis, många från tiden innan hans berömmelse. Man lyfte särskilt fram energiska låtar som "Lawdy, Miss Clawdy", "Poor Boy", "Mystery Train" och "Shake, Rattle and Roll".
Den amerikanske musikkritikern och musikjournalisten Stephen Thomas Erlewine, skrivande för Allmusic, ansåg att For LP Fans Only har en tydlig bluesprägel och rockar hårt. När albumet utkom hade Elvis Presley varit i det militära i åtta månader, och Erlewine menade att RCA, utan nytt material att tillgå, inte hade mycket att välja på annat än att sammanställa ett album bestående av Sun-inspelningar och RCA-inspelningar som tidigare endast utkommit på singlar och EP-skivor. Han ansåg att även om det skedde oavsiktligt, lyckades de skapa en av 50-talets bästa rock'n'roll-skivor.
Den största förtjänsten, enligt Erlewine, var att Sun-inspelningarna "That's All Right", "Mystery Train", "I'm Left, You're Right, She's Gone" och "You're a Heartbreaker" blev tillgängliga på LP, eftersom de hör till de bästa låtar Elvis Presley någonsin har spelat in. Han lyfte också fram RCA-inspelningar som "Lawdy, Miss Clawdy", "Shake, Rattle and Roll", "My Baby Left Me" och "I Was the One".
Musikskribenten Paul Simpson ansåg albumet vara en märklig blandning av Sun-låtar, återutgivningar och B-sidor, och menade att det senare blivit något överflödigt eftersom allt material tillgängliggjorts på andra album. Han lyfte dock särskilt fram den utsökta "Playing for Keeps".

## Försäljning
Under sin första tid på topplistorna i USA sålde albumet 200 000 exemplar – vilket med tanke på det korta albumet med bara tio låtar, som dessutom alla redan var utgivna på singel- och EP-skivor, ändå får betraktas som bra siffror.

## Låtlistor
For LP Fans Only

### 1959, originalutgåva, LP
| 1. | That's All Right   | Arthur Crudup                   | 5 juli 1954      | 1:59 |
| 2. | Lawdy, Miss Clawdy | Lloyd Price                     | 3 februari 1956  | 2:11 |
| 3. | Mystery Train      | Herman Parker Jr., Sam Phillips | 21 juli 1955     | 2:28 |
| 4. | Playing for Keeps  | Stan Kesler                     | 1 september 1956 | 2:55 |
| 5. | Poor Boy           | Vera Matson, Elvis Presley      | 24 augusti 1956  | 2:16 |

| 1.           | My Baby Left Me                    | Arthur Crudup                                              | 30 januari 1956  | 2:14  |
| 2.           | I Was the One                      | Aaron Schroeder, Claude Demetrius, Hal Blair, Bill Peppers | 11 januari 1956  | 2:37  |
| 3.           | Shake, Rattle and Roll             | Charles Calhoun                                            | 3 februari 1956  | 2:29  |
| 4.           | I'm Left, You're Right, She's Gone | Stan Kesler, William Taylor                                | 5 mars 1955      | 2:41  |
| 5.           | You're a Heartbreaker              | Jack Sallee                                                | 15 november 1954 | 2:14  |
| Total längd: | Total längd:                       | Total längd:                                               | Total längd:     | 24:04 |

### 2018, FTD-utgåva
| 1.           | That's All Right                                                                     | 1:59  |
| 2.           | Lawdy, Miss Clawdy                                                                   | 2:10  |
| 3.           | Mystery Train                                                                        | 2:30  |
| 4.           | Playing for Keeps                                                                    | 2:55  |
| 5.           | Poor Boy                                                                             | 2:16  |
| 6.           | My Baby Left Me                                                                      | 2:15  |
| 7.           | I Was the One                                                                        | 2:34  |
| 8.           | Shake, Rattle and Roll                                                               | 2:29  |
| 9.           | I'm Left, You're Right, She's Gone                                                   | 2:39  |
| 10.          | You're a Heartbreaker Bonus Tracks                                                   | 2:14  |
| 11.          | That's All Right (takes 1-3)                                                         | 2:16  |
| 12.          | Harbor Lights (take 7)                                                               | 2:25  |
| 13.          | I'm Left, You're Right, She's Gone (slow version takes 4 & 5/M)                      | 2:52  |
| 14.          | When It Rains, It Really Pours For Radio Fans Only – Live Performances 1954–1955     | 2:06  |
| 15.          | That's All Right (16 oktober 1954, The Louisiana Hayride)                            | 2:52  |
| 16.          | Blue Moon of Kentucky (16 oktober 1954, The Louisiana Hayride)                       | 2:23  |
| 17.          | Fool, Fool, Fool (6 januari 1955, radio station KDAV, Lubbock, TX)                   | 1:57  |
| 18.          | Hearts of Stone (15 januari 1955, The Louisiana Hayride)                             | 2:04  |
| 19.          | Shake, Rattle and Roll (19 januari 1955, radio station WJOI, Florence, AL)           | 2:22  |
| 20.          | Money Honey (22 januari 1955, The Louisiana Hayride)                                 | 2:45  |
| 21.          | I Don't Care If The Sun Don't Shine (22 januari 1955, The Louisiana Hayride)         | 2:33  |
| 22.          | Little Mama (troligen 5 mars 1955, The Louisiana Hayride)                            | 2:02  |
| 23.          | You're a Heartbreaker (troligen 5 mars 1955, The Louisiana Hayride)                  | 2:06  |
| 24.          | Good Rockin' Tonight (troligen 19 mars 1955, Eagles Hall, Houston, TX)               | 2:18  |
| 25.          | I Got a Woman (troligen 19 mars 1955, Eagles Hall, Houston, TX)                      | 2:58  |
| 26.          | Tweedlee Dee (30 april 1955, The Louisiana Hayride (remote), Gladewater High School) | 2:47  |
| 27.          | I'm Left, You're Right, She's Gone (2 juli 1955, The Louisiana Hayride)              | 3:16  |
| 28.          | Baby Let's Play House (20 augusti 1955, The Louisiana Hayride)                       | 2:38  |
| 29.          | Maybellene (20 augusti 1955, The Louisiana Hayride)                                  | 2:07  |
| 30.          | I Forgot to Remember to Forget (29 oktober 1955, The Louisiana Hayride)              | 3:30  |
| Total längd: | Total längd:                                                                         | 74:18 |

| 1.           | Shake, Rattle and Roll / Flip, Flop and Fly (28 januari 1956, CBS Studio 50, New York)                          | 2:46  |
| 2.           | I Got a Woman (28 januari 1956, CBS Studio 50, New York)                                                        | 3:11  |
| 3.           | Baby Let's Play House (4 februari 1956, CBS Studio 50, New York)                                                | 2:41  |
| 4.           | Tutti Frutti (4 februari 1956, CBS Studio 50, New York)                                                         | 2:24  |
| 5.           | Blue Suede Shoes (11 februari 1956, CBS Studio 50, New York)                                                    | 2:20  |
| 6.           | Heartbreak Hotel (11 februari 1956, CBS Studio 50, New York)                                                    | 2:53  |
| 7.           | Tutti Frutti (18 februari 1956, CBS Studio 50, New York)                                                        | 2:38  |
| 8.           | I Was the One (18 februari 1956, CBS Studio 50, New York)                                                       | 2:50  |
| 9.           | Blue Suede Shoes (17 mars 1956, CBS Studio 50, New York)                                                        | 2:47  |
| 10.          | Heartbreak Hotel (17 mars 1956, CBS Studio 50, New York)                                                        | 2:12  |
| 11.          | Money Honey (24 mars 1956, CBS Studio 50, New York)                                                             | 2:57  |
| 12.          | Heartbreak Hotel (24 mars 1956, CBS Studio 50, New York) The Milton Berle Show (NBC-TV)                         | 1:44  |
| 13.          | Shake, Rattle and Roll (3 april 1956, The U.S.S. Hancock)                                                       | 1:01  |
| 14.          | Heartbreak Hotel (3 april 1956, The U.S.S. Hancock)                                                             | 2:01  |
| 15.          | Blue Suede Shoes (3 april 1956, The U.S.S. Hancock)                                                             | 2:12  |
| 16.          | Hound Dog (5 juni 1956, NBC Color City Studios, Burbank)                                                        | 2:38  |
| 17.          | I Want You, I Need You, I Love You (5 juni 1956, NBC Color City Studios, Burbank) The Steve Allen Show (NBC-TV) | 3:31  |
| 18.          | I Want You, I Need You, I Love You (1 juli 1956, The Hudson Theatre, New York)                                  | 2:48  |
| 19.          | Hound Dog (1 juli 1956, The Hudson Theatre, New York) German Home Recordings – Bad Nauheim, Germany             | 1:43  |
| 20.          | He Knows Just What I Need                                                                                       | 2:52  |
| 21.          | Cool Water (fragments)                                                                                          | 2:59  |
| 22.          | Like a Baby (1 verse)                                                                                           | 0:38  |
| 23.          | Return to Me (fragments)                                                                                        | 0:45  |
| 24.          | Her Hand in Mine                                                                                                | 1:35  |
| 25.          | Her Hand in Mine                                                                                                | 1:47  |
| 26.          | Her Hand in Mine                                                                                                | 1:34  |
| 27.          | If I Didn't Care                                                                                                | 0:28  |
| 28.          | Are You Sincere                                                                                                 | 0:30  |
| 29.          | Are You Lonesome Tonight?                                                                                       | 3:03  |
| 30.          | Stand by Me (fragments)                                                                                         | 2:54  |
| Total längd: | Total längd: | 66:22 |

## Medverkande
Uppgifterna, hämtade från Keith Flynn och Ernst Jørgensen, avser inspelningar gjorda i Sun Studio i Memphis, Tennessee, den 5 och 7 juli 1954, någon gång november eller december 1954, möjligen den 15 november, mars 1955, kanske den 5 mars, och mest troligt antingen den 11 eller 21 juli 1955; i RCA:s studio i Nashville, Tennessee den 10–11 januari 1956; i RCA:s studio 1 i New York den 30–31 januari och 3 februari 1956; på 20th Century Fox stage 1 i Hollywood den 24 augusti 1956; samt i Radio Recorders Studio 1 i Hollywood, Kalifornien, den 1–3 september 1956.

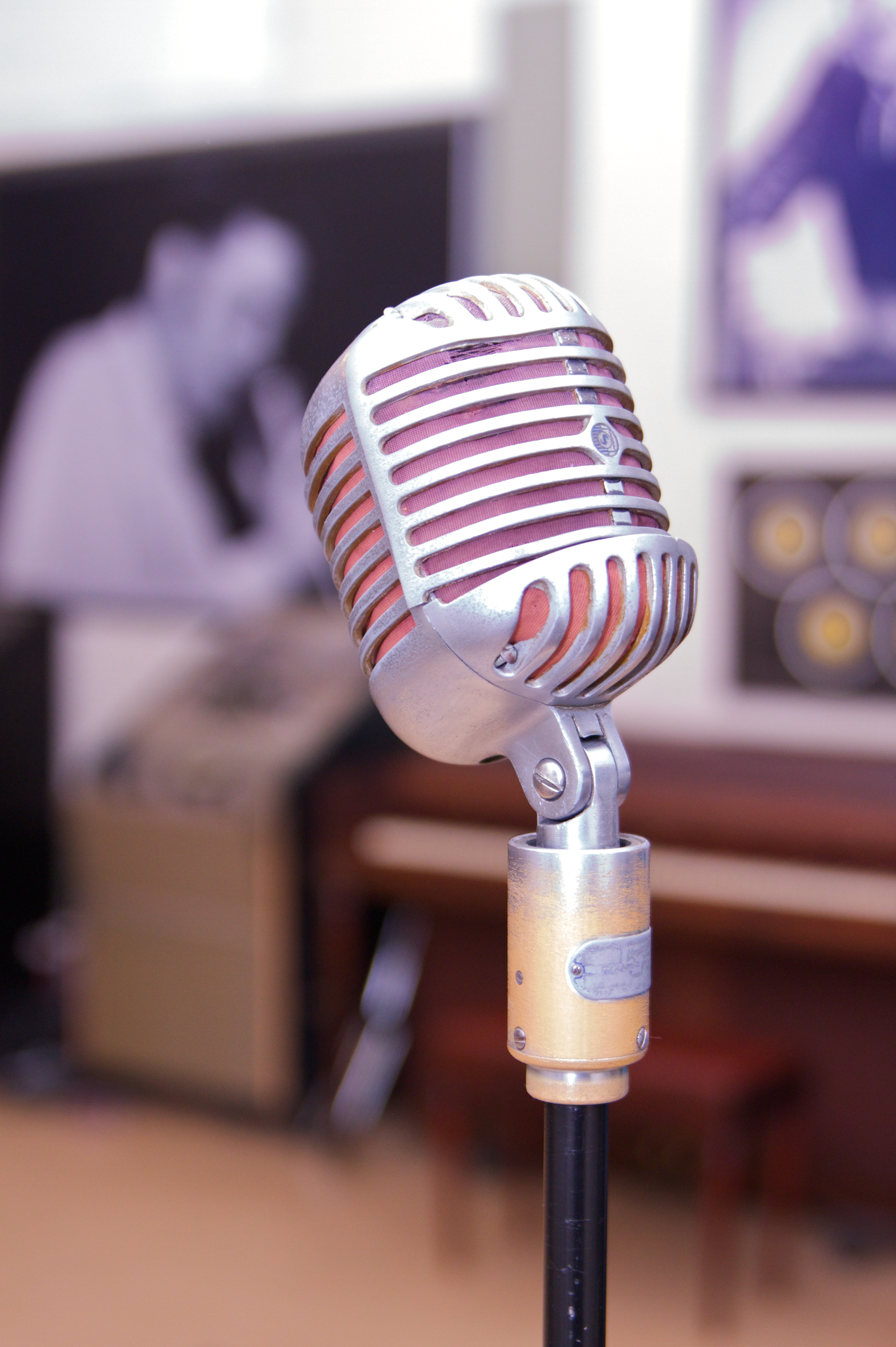
En av mikrofonerna i Sun Studio i Memphis.

- Elvis Presley – sång; gitarr vid alla inspelningstillfällen utom vid inspelningen av "Poor Boy"; pålägg bakgrundssång på "Shake, Rattle and Roll"; piano på "'Playing For Keeps".
- Scotty Moore – gitarr på alla låtar utom "Poor Boy"; pålägg bakgrundssång på "Shake, Rattle and Roll".
- Bill Black – bas på alla låtar utom "Poor Boy"; pålägg bakgrundssång på "Shake, Rattle and Roll".
- Doug Poindexter – närvarande på gitarr vid inspelningen av "You're a Heartbreaker", utan att deltaga.
- Chet Atkins – gitarr på "I Was the One".
- D. J. Fontana – trummor på "I Was the One", "My Baby Left Me", "Lawdy, Miss Clawdy", "Shake, Rattle and Roll" och "Playing For Keeps"; pålägg bakgrundssång på "Shake, Rattle and Roll".
- Jimmie Lott – trummor på "I'm Left, You're Right, She's Gone".
- Johnny Bernero – närvarande på trummor vid inspelningen av "Mystery Train", utan att deltaga.
- Floyd Cramer – piano på "I Was the One".
- Shorty Long – piano på "Lawdy, Miss Clawdy" och "Shake, Rattle and Roll".
- Vito Mumolo – gitarr under sessionen då "Poor Boy" spelades in.
- Michael "Myer" Rubin – bas under sessionen då "Poor Boy" spelades in.
- Richard Cornell – trummor under sessionen då "Poor Boy" spelades in.
- Luther "Red" Roundtree – banjo under sessionen då "Poor Boy" spelades in.
- Dominic Frontieri – dragspel under sessionen då "Poor Boy" spelades in.
- Gordon Stoker (från The Jordanaires), Ben Speer och Brock Speer – bakgrundssång på "I Was the One".
- The Jordanaires (Gordon Stoker, Neal Matthews, Hoyt Hawkins och Hugh Jarrett): – bakgrundssång på "Playing For Keeps".
- Sam Phillips – producent och ljudtekniker vid Sun Records för "That's All Right", "You're a Heartbreaker", "I'm Left, You're Right, She's Gone" och "Mystery Train".
- Steve Sholes – producent vid RCA på "I Was the One", "My Baby Left Me", "Lawdy, Miss Clawdy", "Shake, Rattle and Roll" och "Playing for Keeps".
- Lionel Newman – producent på "Poor Boy".
- Ken Darby – arrangör på "Poor Boy".
- Bob Farris – ljudtekniker vid RCA på "I Was the One".
- Ernie Oehlrich – ljudtekniker vid RCA på "My Baby Left Me", "Lawdy, Miss Clawdy" och "Shake, Rattle and Roll".
- Bob Mayer och Ken Runyon – ljudtekniker på "Poor Boy".
- Thorne Nogar – ljudtekniker på "Playing for Keeps".
- Bones Howe – inspelningsassistent på "Playing for Keeps".

## Topplistor
| \| Lista (1959) \| Högsta position \| \| USA Cash Box Top Albums[5] \| 20 \| \| USA (Billboards Best-Selling LP's)[123][3] \| 19 \| |                 |
| Lista (1959) | Högsta position |
| USA Cash Box Top Albums | 20              |
| USA (Billboards Best-Selling LP's)                                                                                                  | 19              |